# Gouy-Saint-André
Pour les articles homonymes, voir Gouy.
Gouy-Saint-André est une commune française située dans le département du Pas-de-Calais en région Hauts-de-France. Le nom de la commune résulte de la fusion de la commune de Gouy avec une partie de l'ancienne commune de Saint-André-au Bois. Celle-ci a été supprimée par ordonnance royale du 25 septembre 1834 qui a attribué la partie de l'ancienne abbaye de Saint-André à la commune de Gouy. Les habitants de la commune sont appelés les Gouysons.
La commune fait partie de la communauté de communes des 7 Vallées qui regroupe 66 communes et compte 29 425 habitants en 2022.

## Géographie

### Localisation
Localisée dans le sud du département du Pas-de-Calais, Gouy-Saint-André est une commune située, à vol d'oiseau, à 9 km à l'ouest de la commune d'Hesdin-la-Forêt et à 13 km au sud-est de la commune de Montreuil-sur-Mer (chef-lieu d'arrondissement).
Le territoire de la commune est limitrophe de ceux de sept communes.
Les communes limitrophes sont  Aubin-Saint-Vaast, Campagne-lès-Hesdin, Douriez, Maresquel-Ecquemicourt, Mouriez, Saint-Rémy-au-Bois et Tortefontaine.

### Géologie et relief
La superficie de la commune est de 13,34 km2 ; son altitude varie de 30  à   117 mètres.

### Hydrographie
C'est sur le territoire de la commune, situé dans le bassin Artois-Picardie, que le Saulchoy, cours d'eau naturel non navigable de 4,28 km, prend sa source et se jette dans le canal de dessèchement Amont au niveau de la commune de Saulchoy,.

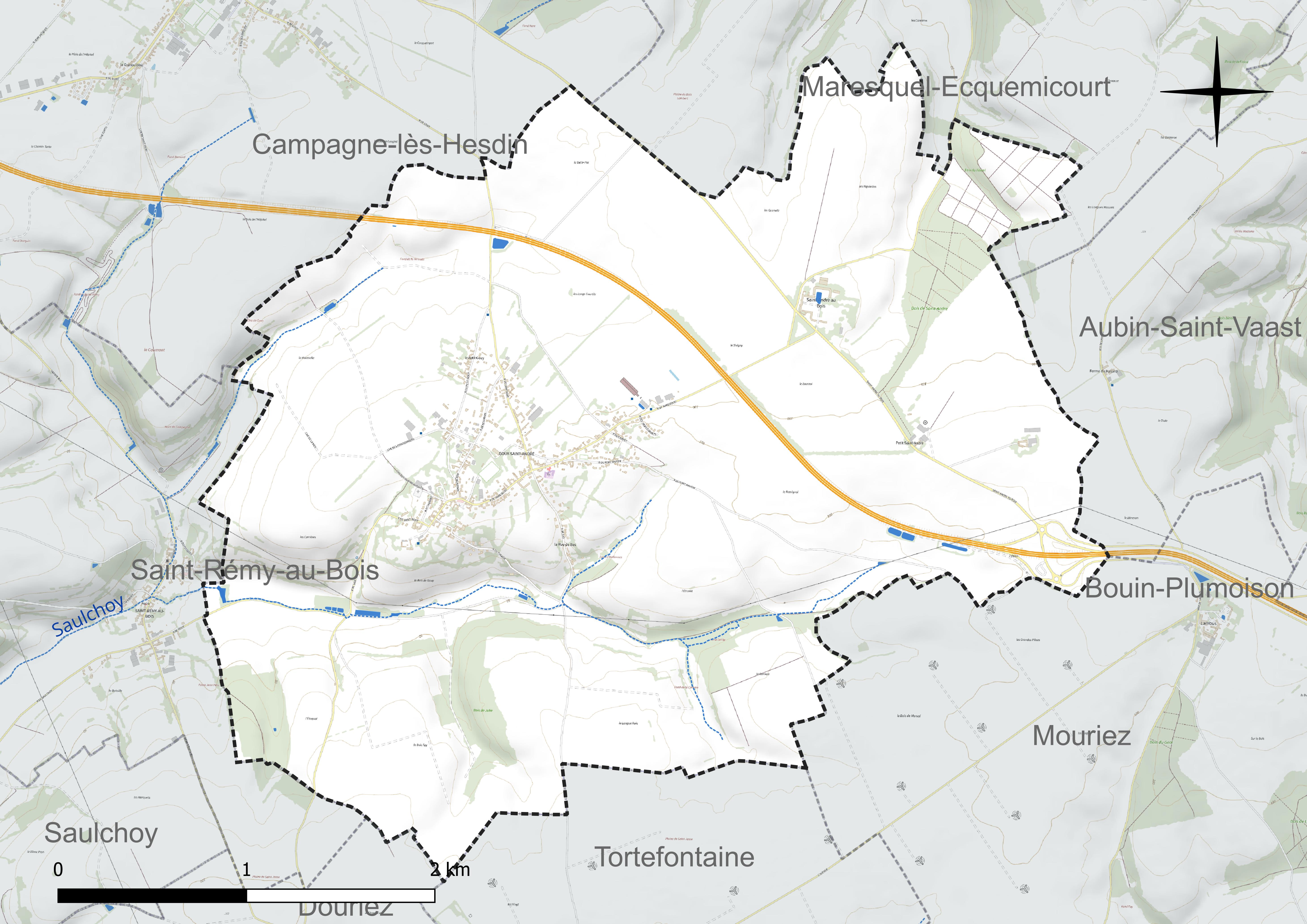
Réseau hydrographique de Gouy-Saint-André.

### Climat
Pour des articles plus généraux, voir Climat des Hauts-de-France et Climat du Pas-de-Calais.
En 2010, le climat de la commune est de type climat océanique franc, selon une étude du CNRS s'appuyant sur une série de données couvrant la période 1971-2000. En 2020, Météo-France publie une typologie des climats de la France métropolitaine dans laquelle la commune est exposée à un climat océanique et est dans la région climatique Côtes de la Manche orientale, caractérisée par un faible ensoleillement (1 550 h/an) ; forte humidité de l’air (plus de 20 h/jour avec humidité relative > 80 % en hiver), vents forts fréquents.
Pour la période 1971-2000, la température annuelle moyenne est de 10,3 °C, avec une amplitude thermique annuelle de 13,4 °C. Le cumul annuel moyen de précipitations est de 847 mm, avec 12,6 jours de précipitations en janvier et 8,9 jours en juillet. Pour la période 1991-2020, la température moyenne annuelle observée sur la station météorologique la plus proche, située sur la commune de Humières à 22 km à vol d'oiseau, est de 10,9 °C et le cumul annuel moyen de précipitations est de 856,9 mm,. Pour l'avenir, les paramètres climatiques de la commune estimés pour 2050 selon différents scénarios d'émission de gaz à effet de serre sont consultables sur un site dédié publié par Météo-France en novembre 2022.

### Paysages
Pour un article plus général, voir Paysage en France.
La commune est située dans le « paysage montreuillois » tel que défini dans l’atlas des paysages de la région Nord-Pas-de-Calais, conçu par la direction régionale de l'Environnement, de l'Aménagement et du Logement (DREAL), :
- le « paysage montreuillois », qui concerne 98 communes, et qui se délimite : à l’Ouest par des falaises qui, avec le recul de la mer, ont donné naissance aux bas-champs ourlées de dunes ; au Nord par la boutonnière du Boulonnais ; au sud par le vaste plateau formé par la vallée de l’Authie, et à l’Est par les paysages du Ternois et de Haut-Artois. Ce paysage régional, avec, dans son axe central, la vallée de la Canche et ses nombreux affluents comme la Course, la Créquoise, la Planquette…, offre une alternance de vallées et de plateaux, appelée « ondulations montreuilloises ». Dans ce paysage, et plus particulièrement sur les plateaux, on cultive la betterave sucrière, le blé et le maïs, et les plateaux entre la Ternoise et la Créquoise sont couverts de vastes massifs forestiers comme la forêt d'Hesdin, les bois de Fressin, Sains-lès-Fressin, Créquy…[13] ;
- le « paysage du val d’Authie », qui concerne 83 communes, et qui se délimite : au sud, dans le département de la  Somme par le « paysage de l’Authie et du Ponthieu, dépendant de l’atlas des paysages de la Picardie et au nord et à l’est par les paysages du Montreuillois, du Ternois et les paysages des plateaux cambrésiens et artésiens. Le caractère frontalier de la vallée de l’Authie, aujourd’hui entre le Pas-de-Calais et la Somme, remonte au Moyen Âge où elle séparait le royaume de France du royaume d’Espagne, au nord.

Son coteau Nord est net et escarpé alors que le coteau Sud offre des pentes plus douces. À l’Ouest, le fleuve s’ouvre sur la baie d'Authie, typique de l’estuaire picard, et se jette dans la Manche. Avec son vaste estuaire et les paysages des bas-champs, la baie d’Authie contraste avec les paysages plus verdoyants en amont.
L’Authie, entaille profonde du plateau artésien, a créé des entités écopaysagères prononcées avec un plateau calcaire dont l’altitude varie de 100 à 163 m qui s’étend de chaque côté du fleuve. L’altitude du plateau décline depuis le pays de Doullens, à l'est (point culminant à 163 m), vers les bas-champs picards, à l'ouest (moins de 40 m). Le fond de la vallée de l’Authie, quant à lui, est recouvert d’alluvions et de tourbes. L’Authie est un fleuve côtier classé comme cours d'eau de première catégorie où le peuplement piscicole dominant est constitué de salmonidés. L’occupation des sols des paysages de la Vallée de l’Authie est composée pour 70% en culture.

### Milieux naturels et biodiversité

#### Espace protégé et géré
La protection réglementaire est le mode d’intervention le plus fort pour préserver des espaces naturels remarquables et leur biodiversité associée.
Dans ce cadre, on trouve sur le territoire de la commune un terrain géré (location, convention de gestion) par le Conservatoire d'espaces naturels des Hauts-de-France : la cavité du flayer, d'une superficie de 4,983 ha.

#### Zone naturelle d'intérêt écologique, faunistique et floristique
L’inventaire des zones naturelles d'intérêt écologique, faunistique et floristique (ZNIEFF) a pour objectif de réaliser une couverture des zones les plus intéressantes sur le plan écologique, essentiellement dans la perspective d’améliorer la connaissance du patrimoine naturel national et de fournir aux différents décideurs un outil d’aide à la prise en compte de l’environnement dans l’aménagement du territoire.
Le territoire communal comprend une ZNIEFF de type 2 :
la basse vallée de la Canche et ses versants en aval d’Hesdin, d’une superficie de 12 059 ha et d'une altitude variant de 4  à   133 mètres. Cette ZNIEFF s’étend en aval d’Hesdin jusqu’à son embouchure à Étaples et souligne la dépression synclinale isolant les hautes terres Artésiennes du vaste plateau picard.

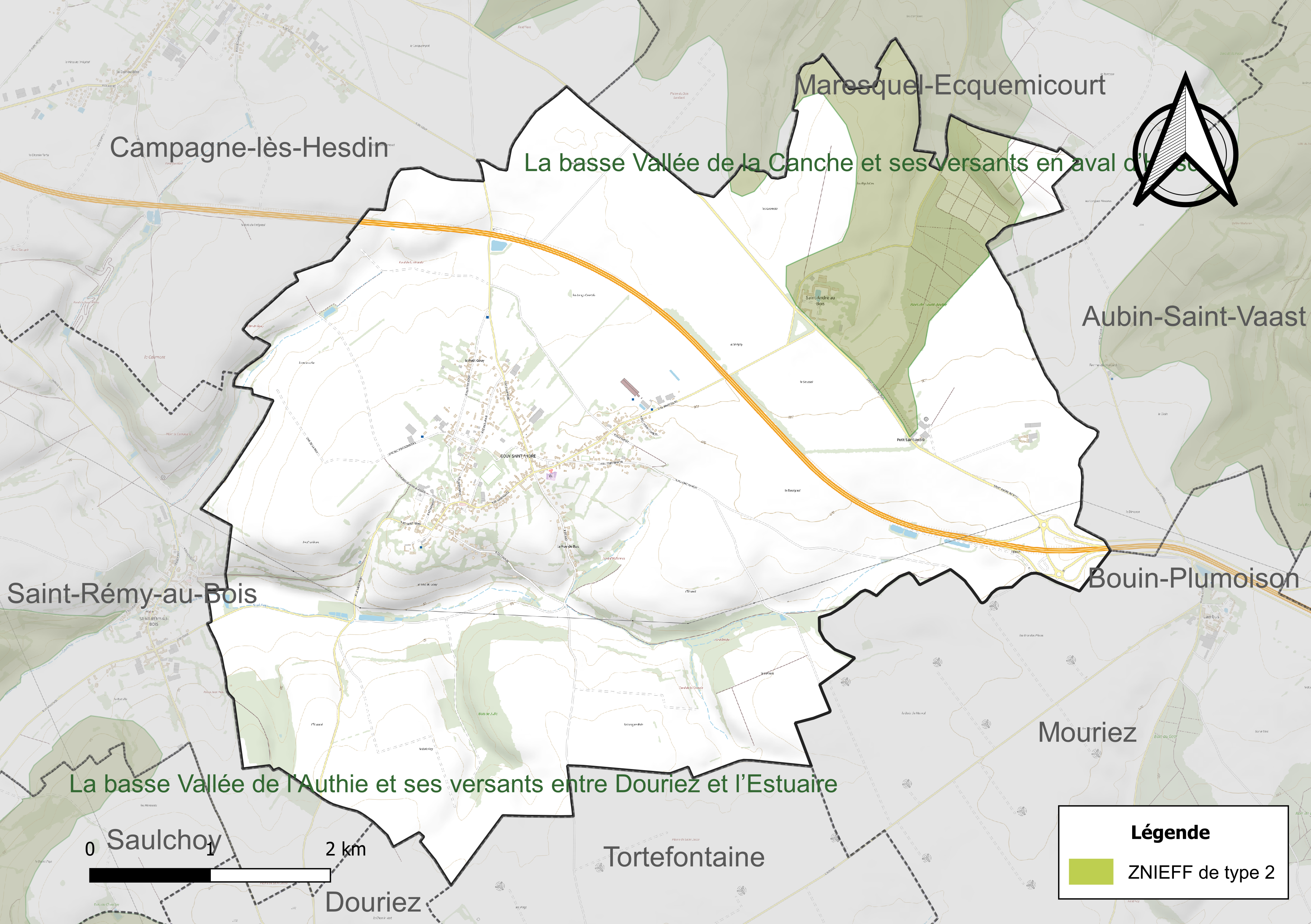
Carte de la ZNIEFF sur la commune.

#### Espèces faunistiques et floristiques
Le site de l’Inventaire national du patrimoine naturel (INPN) recense 343 espèces faunistiques et floristiques sur le territoire de la commune dont 57 protégées et 28 taxons (espèces et sous-espèces) menacées et quasi-menacées.

## Urbanisme

### Typologie
Au 1er janvier 2024, Gouy-Saint-André est catégorisée commune rurale à habitat dispersé, selon la nouvelle grille communale de densité à sept niveaux définie par l'Insee en 2022.
Elle est située hors unité urbaine et hors attraction des villes,.

### Occupation des sols
L'occupation des sols de la commune, telle qu'elle ressort de la base de données européenne d’occupation biophysique des sols Corine Land Cover (CLC), est marquée par l'importance des territoires agricoles (92,5 % en 2018), une proportion sensiblement équivalente à celle de 1990 (92,8 %). La répartition détaillée en 2018 est la suivante : 
terres arables (74,4 %), prairies (17,3 %), zones urbanisées (4,8 %), forêts (2,7 %), zones agricoles hétérogènes (0,7 %). L'évolution de l’occupation des sols de la commune et de ses infrastructures peut être observée sur les différentes représentations cartographiques du territoire : la carte de Cassini (XVIIIe siècle), la carte d'état-major (1820-1866) et les cartes ou photos aériennes de l'IGN pour la période actuelle (1950 à aujourd'hui).

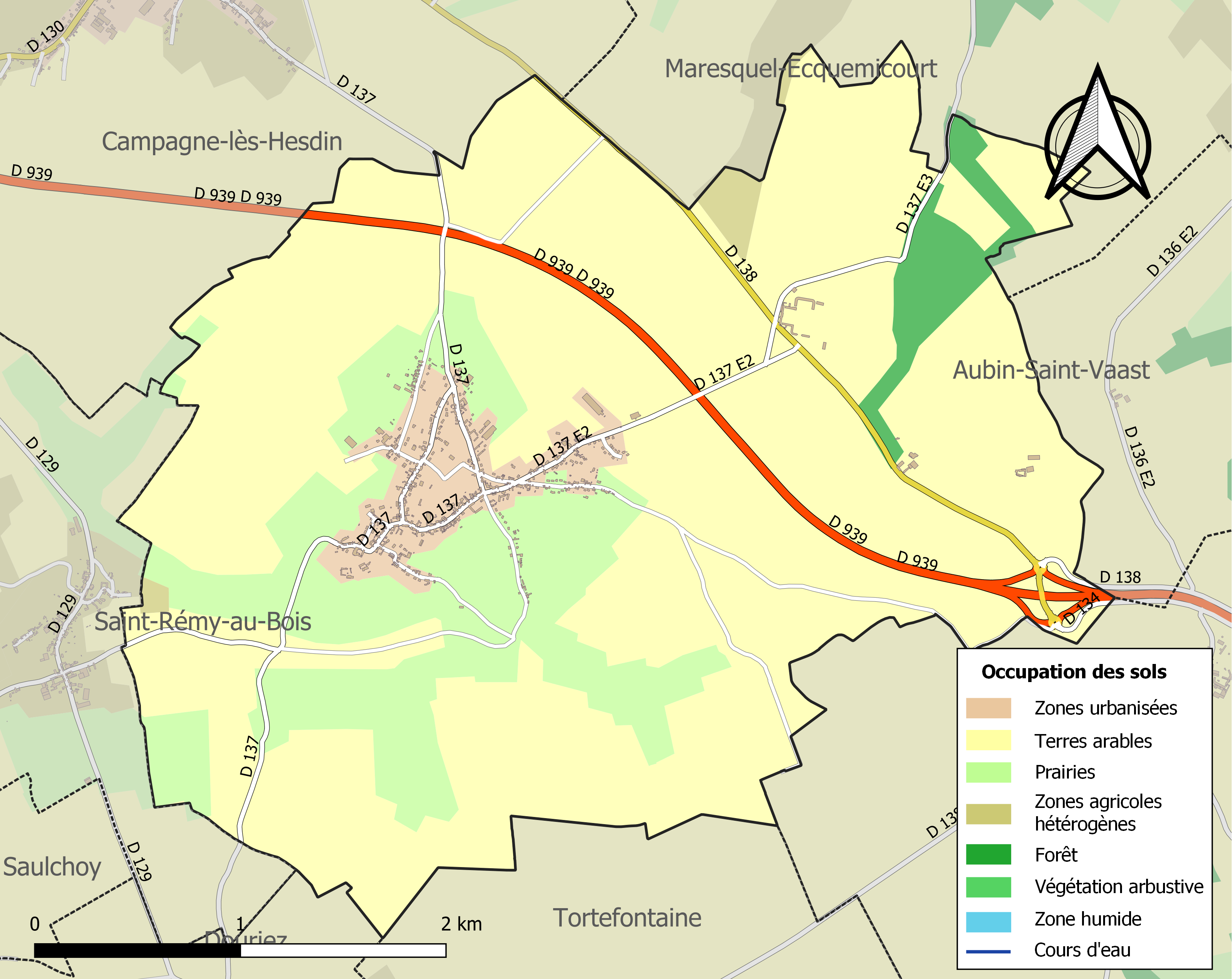
Carte des infrastructures et de l'occupation des sols de la commune en 2018 (CLC).

### Voies de communication et transports

#### Voies de communication
La commune est desservie par la route départementale D 939 qui relie Le Touquet-Paris-Plage et Arras.

#### Transport ferroviaire
La commune se trouve à 5 km,au sud de la gare de Maresquel, située sur la ligne de Saint-Pol-sur-Ternoise à Étaples, desservie par des trains TER Hauts-de-France.

## Toponymie
Le nom de la localité est attesté sous la forme Goy en 1120 ; Goi en 1143 ; Gouy-Saint-Andrieu en 1429 ; Gouy-lez-Saint-Remi en 1515 ; Gouy-lez-Saint-Andrieu en 1539 ; Gouy-en-Yssart en 1648 ; Gouy-lez-Saint-André au XVIIIe siècle,,; Gouy en 1793 et 1801 ; Gouy-Saint-André depuis 1834.
L'hagiotoponyme, Saint-André, fait référence au hameau Saint-André-au-Bois, emplacement d’une ancienne abbaye bénédictine d’hommes fondée en 1135 dans la localité de Maresquel, transférée à Gouy-Saint-André en 1155 et supprimée en 1790.

## Histoire

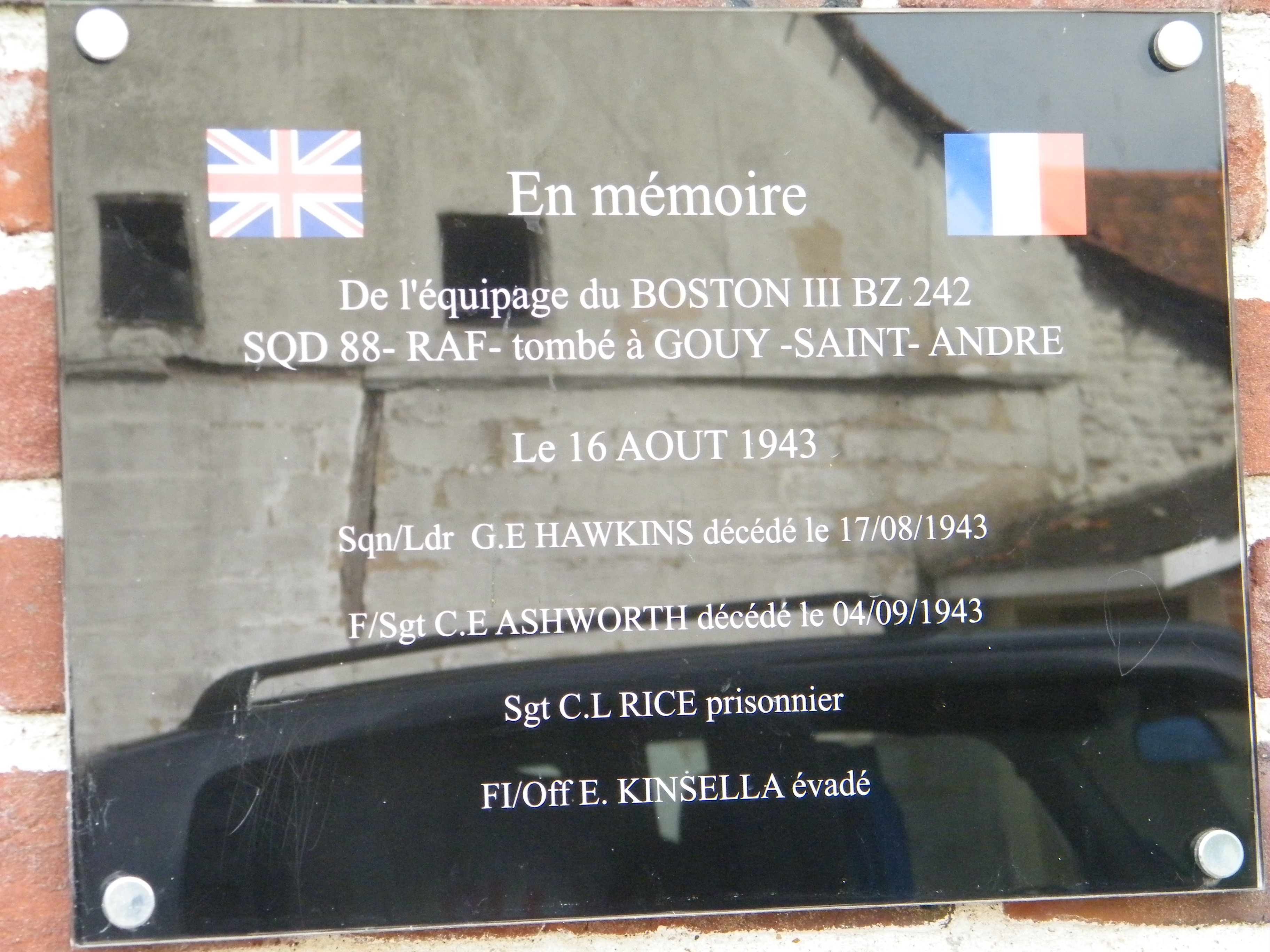
Hommage de la Seconde Guerre mondiale.

On a trouvé, à Saint-Rémy, une hachette druidique, ou coin gaulois, de celles dites Staimbort.
Dès le XIe siècle, le village verse sa dîme aux religieux de l'abbaye de Saint-Josse-sur-Mer. Ils transmettront cette ressource aux moines de Saint-André. Leurs bienfaiteurs, notamment Hugues, époux de Sara, et Eustache, époux d'Avechin, chevaliers, contribuèrent à la fondation de la chapelle de Sainte-Madelaine dans l'église.
Comme seigneurs des lieux, on trouve Vaultier de Camberon, chevalier en 1255, Wistace et Jehan, ses fils, aussi chevaliers (1304), Colais dit Jeton, fils de Guillaume (1364), tous qualifiés de seigneurs de Gouy dans les archives de l'abbaye. Un siècle et demi passe et arrive dame Claude de Gouy, épouse de Jehan de Soyecourt. Après elle, le domaine de Gouy appartient aux familles de Licques, de La Houssoye, Carpentier, Delhomel et De Fresnoye qui le tenaient en fief noble de la châtellenie de Beaurain.
Le village sera durement éprouvé lors des affrontements entre les soldats des Pays-Bas espagnols et ceux de la France, dès 1595.

## Politique et administration

### Découpage territorial
La commune se trouve dans l'arrondissement de Montreuil du département du Pas-de-Calais, depuis 1801.

#### Commune et intercommunalités
La commune a fait partie, de 1996 à 2013, de la communauté de communes du val de Canche et d'Authie et, depuis le 1er janvier 2014, elle fait partie de la communauté de communes des 7 Vallées (7 Vallées comm) dont le siège est basé à Hesdin. Cette communauté de communes regroupe 66 communes et compte 29 425 habitants en 2022.

#### Circonscriptions administratives
La commune faisait partie du canton de Campagne-lès-Hesdin, depuis la loi du 22 décembre 1789 reprise par la constitution de 1791, qui divise le royaume (la République en septembre 1792), en communes, cantons, districts et départements.
Dans le cadre du redécoupage cantonal de 2014 en France, elle est maintenant rattachée, ainsi que toutes les communes de l'ancien canton de Campagne-lès-Hesdin, au canton d'Auxi-le-Château qui passe de 26 à 84 communes.

#### Circonscriptions électorales
Pour l'élection des députés, la commune fait partie, depuis 1986, de la quatrième circonscription du Pas-de-Calais.

### Élections municipales et communautaires

#### Liste des maires
| Période     | Période                    | Identité                         | Étiquette | Qualité                                     |
| ----------- | -------------------------- | -------------------------------- | --------- | ------------------------------------------- |
| 1793        | 1814                       | Liévin Ignace Danvin             |           |                                             |
| 1814        | 1830                       | Henri Joseph Descelers (Adjoint) |           |                                             |
| 1830        | 1845                       | Liévin Ignace Danvin             |           |                                             |
| 1845        | 1852                       | Pierre Thomas Descelers          |           |                                             |
| 1852        | 1865                       | Ernest Penet                     |           |                                             |
| 1865        | 1870                       | Pierre Descelers                 |           |                                             |
| 1870        | 1875                       | Gustave Canu                     |           |                                             |
| 1875        | 1884                       | Alphonse Bridenne                |           |                                             |
| 1884        | 1908                       | Gustave Sagette                  |           |                                             |
| 1908        | 1919                       | Arthur Bouly                     |           |                                             |
| 1919        | 1925                       | Émile Mariette                   |           |                                             |
| 1925        | 1949                       | Marcel Harduin                   |           |                                             |
| 1945        | 1971                       | Pierre Leroy                     |           |                                             |
| 1971        | 2001                       | René Mariette                    |           | Agriculteur                                 |
| mars 2001   | 2014                       | Yves Beuvain                     |           | Ancien chargé de mission au conseil général |
| 2014        | 2020                       | Françoise Thélu                  | DVD       | Retraitée de pharmacie,                     |
| 23 mai 2020 | En cours (au 13 mars 2022) | Grégory Leroy                    |           | Technicien,                                 |

## Équipements et services publics

### Enseignement
La commune est située dans l'académie de Lille et dépend, pour les vacances scolaires, de la zone B.
Elle administre une école primaire en regroupement pédagogique concentré (RPC).

### Justice, sécurité, secours et défense
La commune dépend du tribunal de proximité de Montreuil-sur-Mer, du conseil de prud'hommes de Boulogne-sur-Mer, du tribunal judiciaire de Boulogne-sur-Mer, de la cour d'appel de Douai, du tribunal de commerce de Boulogne-sur-Mer, du tribunal administratif de Lille, de la cour administrative d'appel de Douai, du pôle nationalité du tribunal judiciaire de Boulogne-sur-Mer et du tribunal pour enfants de Boulogne-sur-Mer.

## Population et société

### Démographie
Les habitants de la commune sont appelés les Gouysons.

#### Évolution démographique
L'évolution du nombre d'habitants est connue à travers les recensements de la population effectués dans la commune depuis 1793. Pour les communes de moins de 10 000 habitants, une enquête de recensement portant sur toute la population est réalisée tous les cinq ans, les populations de référence des années intermédiaires étant quant à elles estimées par interpolation ou extrapolation. Pour la commune, le premier recensement exhaustif entrant dans le cadre du nouveau dispositif a été réalisé en 2004.

En 2022, la commune comptait 661 habitants, en évolution de +3,44 % par rapport à 2016 (Pas-de-Calais : −0,72 %, France hors Mayotte : +2,11 %).
| 1793 | 1800 | 1806 | 1821 | 1831  | 1836  | 1841 | 1846 | 1851 |
| ---- | ---- | ---- | ---- | ----- | ----- | ---- | ---- | ---- |
| 783  | 821  | 865  | 964  | 1 059 | 1 025 | 976  | 975  | 971  |

| 1856 | 1861 | 1866 | 1872 | 1876 | 1881 | 1886 | 1891 | 1896 |
| ---- | ---- | ---- | ---- | ---- | ---- | ---- | ---- | ---- |
| 891  | 907  | 903  | 932  | 907  | 886  | 863  | 848  | 845  |

| 1901 | 1906 | 1911 | 1921 | 1926 | 1931 | 1936 | 1946 | 1954 |
| ---- | ---- | ---- | ---- | ---- | ---- | ---- | ---- | ---- |
| 825  | 804  | 742  | 710  | 696  | 667  | 674  | 607  | 599  |

| 1962 | 1968 | 1975 | 1982 | 1990 | 1999 | 2004 | 2006 | 2009 |
| ---- | ---- | ---- | ---- | ---- | ---- | ---- | ---- | ---- |
| 624  | 604  | 627  | 633  | 598  | 611  | 613  | 602  | 631  |

| 2014 | 2019 | 2022 | - | - | - | - | - | - |
| ---- | ---- | ---- | - | - | - | - | - | - |
| 639  | 652  | 661  | - | - | - | - | - | - |

#### Pyramide des âges
En 2018, le taux de personnes d'un âge inférieur à 30 ans s'élève à 35,9 %, soit en dessous de la moyenne départementale (36,7 %). De même, le taux de personnes d'âge supérieur à 60 ans est de 24,7 % la même année, alors qu'il est de 24,9 % au niveau départemental.
En 2018, la commune comptait 327 hommes pour 321 femmes, soit un taux de 50,46 % d'hommes, légèrement supérieur au taux départemental (48,50 %).
Les pyramides des âges de la commune et du département s'établissent comme suit.
| Hommes | Classe d’âge | Femmes |
| ------ | ------------ | ------ |
| 0,0    | 90 ou +      | 0,3    |
| 4,3    | 75-89 ans    | 7,4    |
| 17,9   | 60-74 ans    | 19,5   |
| 21,3   | 45-59 ans    | 19,8   |
| 17,0   | 30-44 ans    | 20,7   |
| 17,0   | 15-29 ans    | 12,7   |
| 22,5   | 0-14 ans     | 19,5   |

| Hommes | Classe d’âge | Femmes |
| ------ | ------------ | ------ |
| 0,5    | 90 ou +      | 1,6    |
| 5,6    | 75-89 ans    | 8,9    |
| 16,7   | 60-74 ans    | 18,1   |
| 20,2   | 45-59 ans    | 19,2   |
| 18,9   | 30-44 ans    | 18,1   |
| 18,2   | 15-29 ans    | 16,2   |
| 19,9   | 0-14 ans     | 17,9   |

### Manifestations culturelles et festivités
La salle « Le chant des oiseaux » permet d'accueillir jusqu'à 230 personnes.

## Culture locale et patrimoine

### Lieux et monuments

#### Monument historique
- L'abbaye de Saint-André-aux-Bois. Ce bâtiment, façades et toitures des communs de l'ancienne abbaye (à l'exclusion de la chapelle), fait l’objet d’une inscription au titre des monuments historiques depuis le 28 janvier 1970[43].

Des Prémontrés de Dommartin se fixèrent sur le plateau, entre la Canche et l'Authie en 1154 et fondèrent l'abbaye de Saint-André-aux-Bois. L'église fut commencée en 1156 et consacrée en 1220. Elle était entourée de nombreux bâtiments dont une grande tour, une grange et deux cloîtres. Les hostilités des XVIe et XVIIe siècles ont causé beaucoup de dégâts.
Dans les premières années du XVIIIe siècle, le quartier abbatial fut reconstruit puis le reste de l'abbaye à partir de 1751 sous l'impulsion de Dom Ignace Crépin et sous les directives de l'architecte arrageois Merville pour l'église.
Après la Révolution, il ne resta que le quartier abbatial et les dépendances agricoles. Le marquis de Riencourt le transforma en château, mais il fut incendié accidentellement par les troupes britanniques en 1918.
Les bâtiments agricoles furent construits de 1752 à 1755 par un architecte hesdinois - Claude Brunion - et furent agrandis jusqu'en 1784. Les bâtiments actuels constituent un ensemble architectural exceptionnel avec des façades de briques et de pierres.
Le portail principal supporte un fronton triangulaire aux armes de l'abbaye et de l'évêque d'Amiens, il constitue, avec les bâtiments bas l'encadrant, un modèle architectural de cette époque.

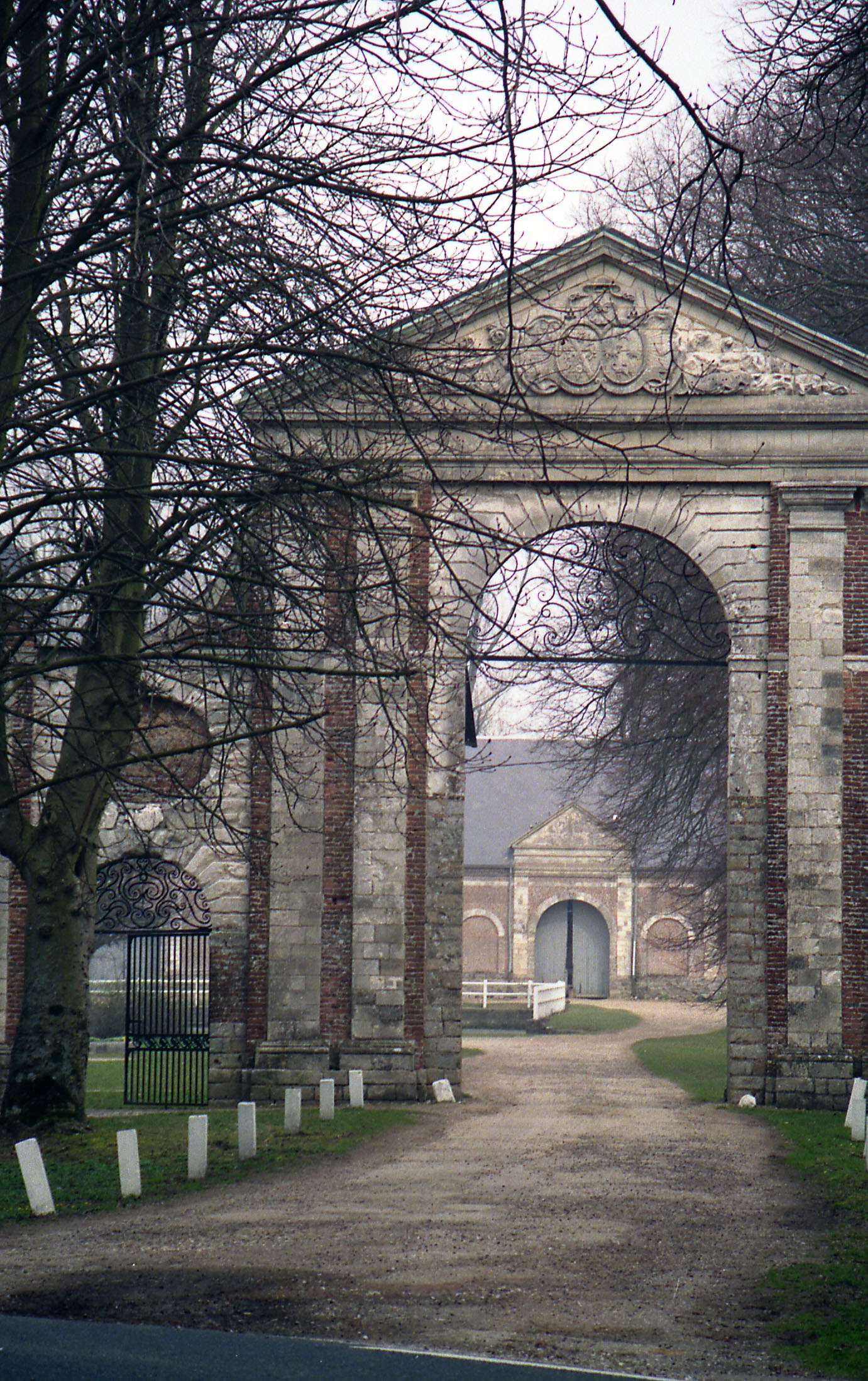
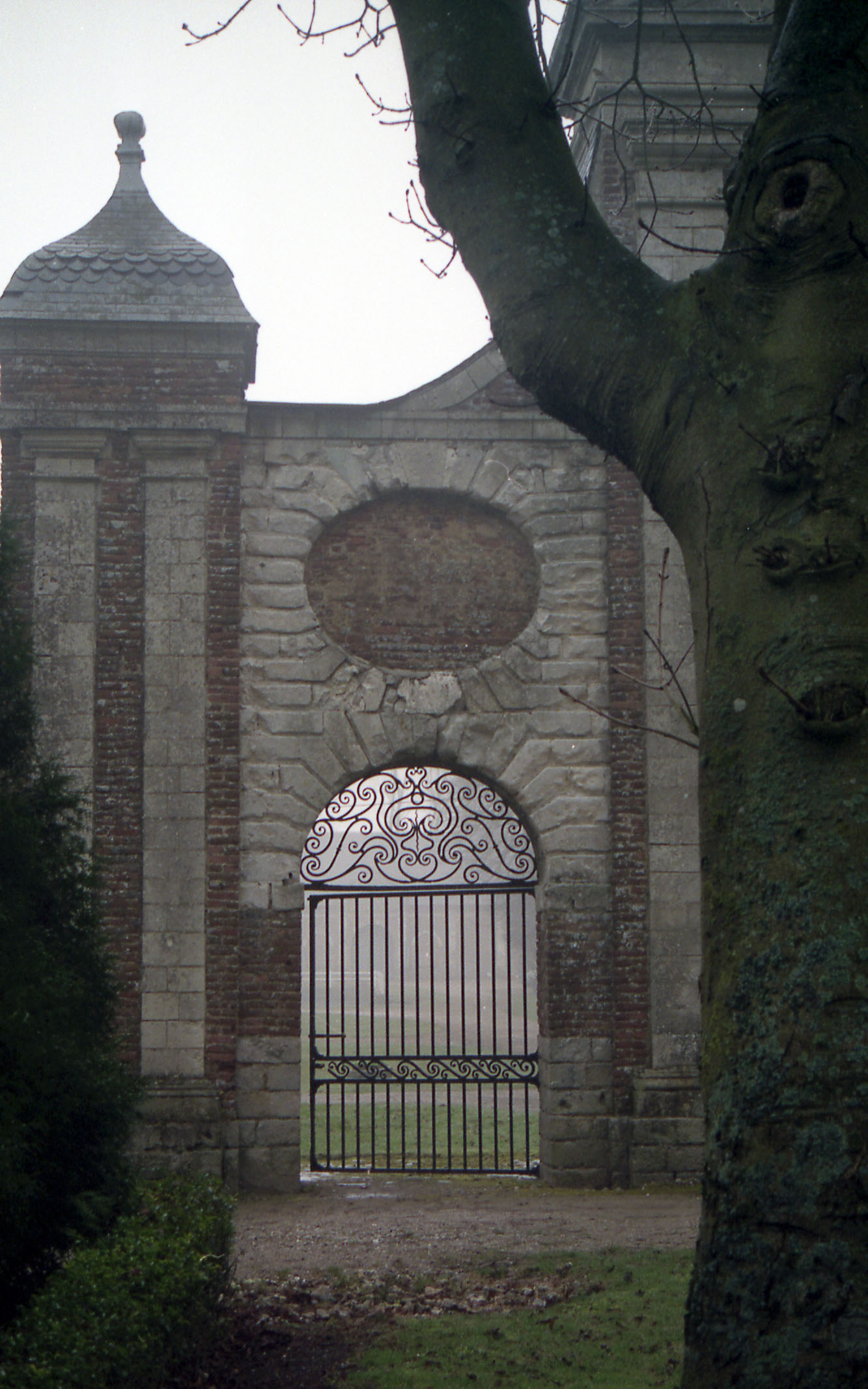
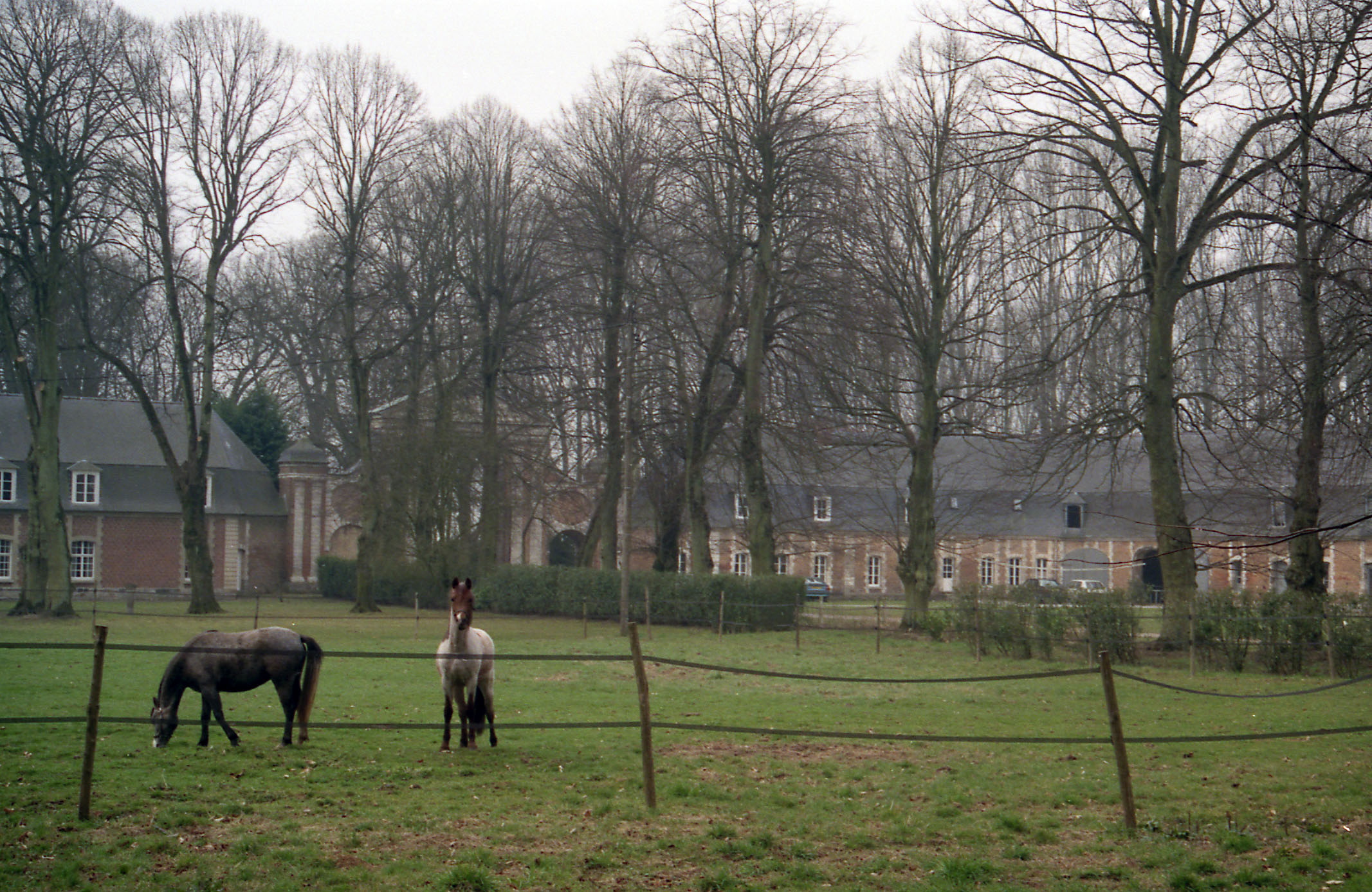
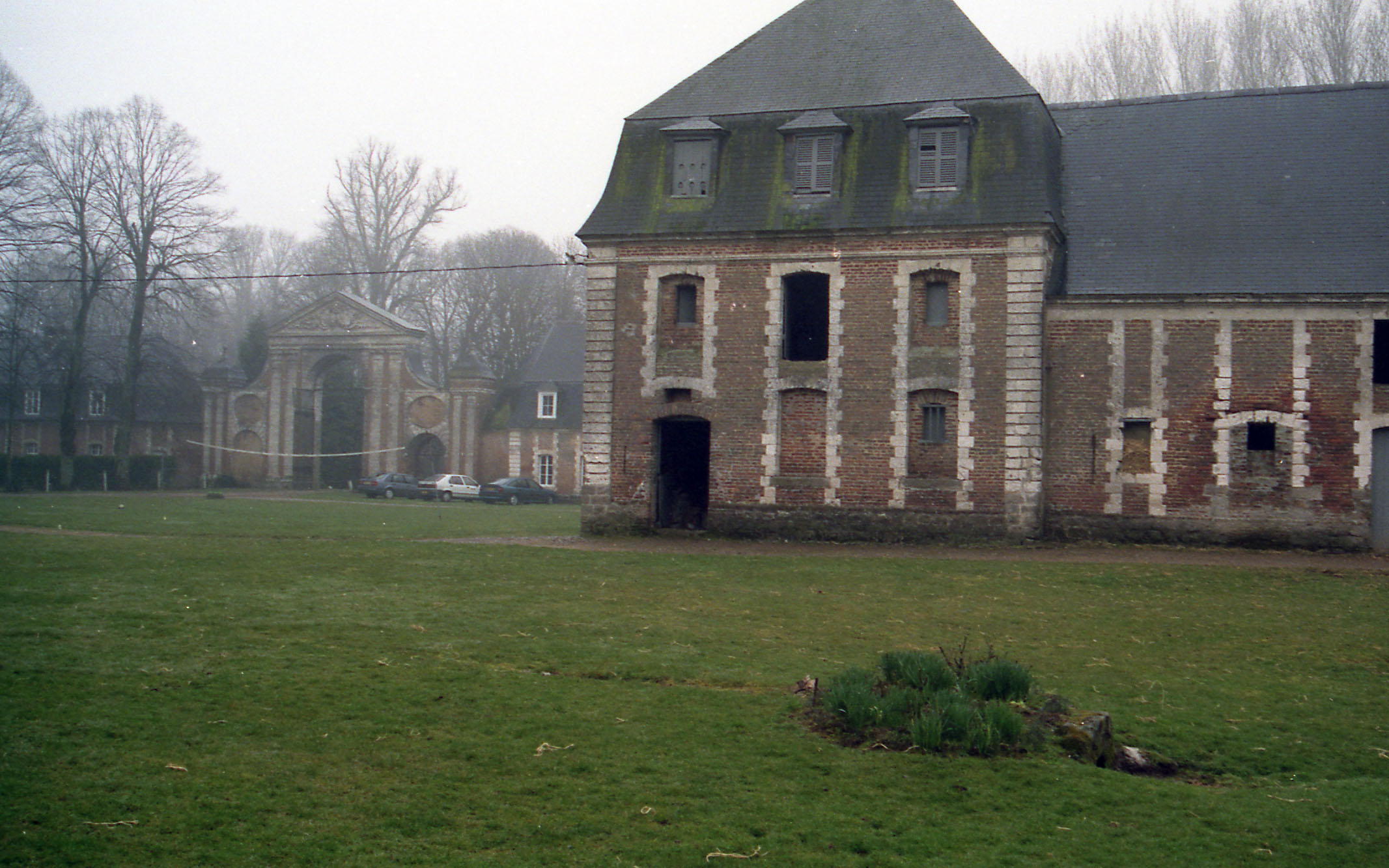
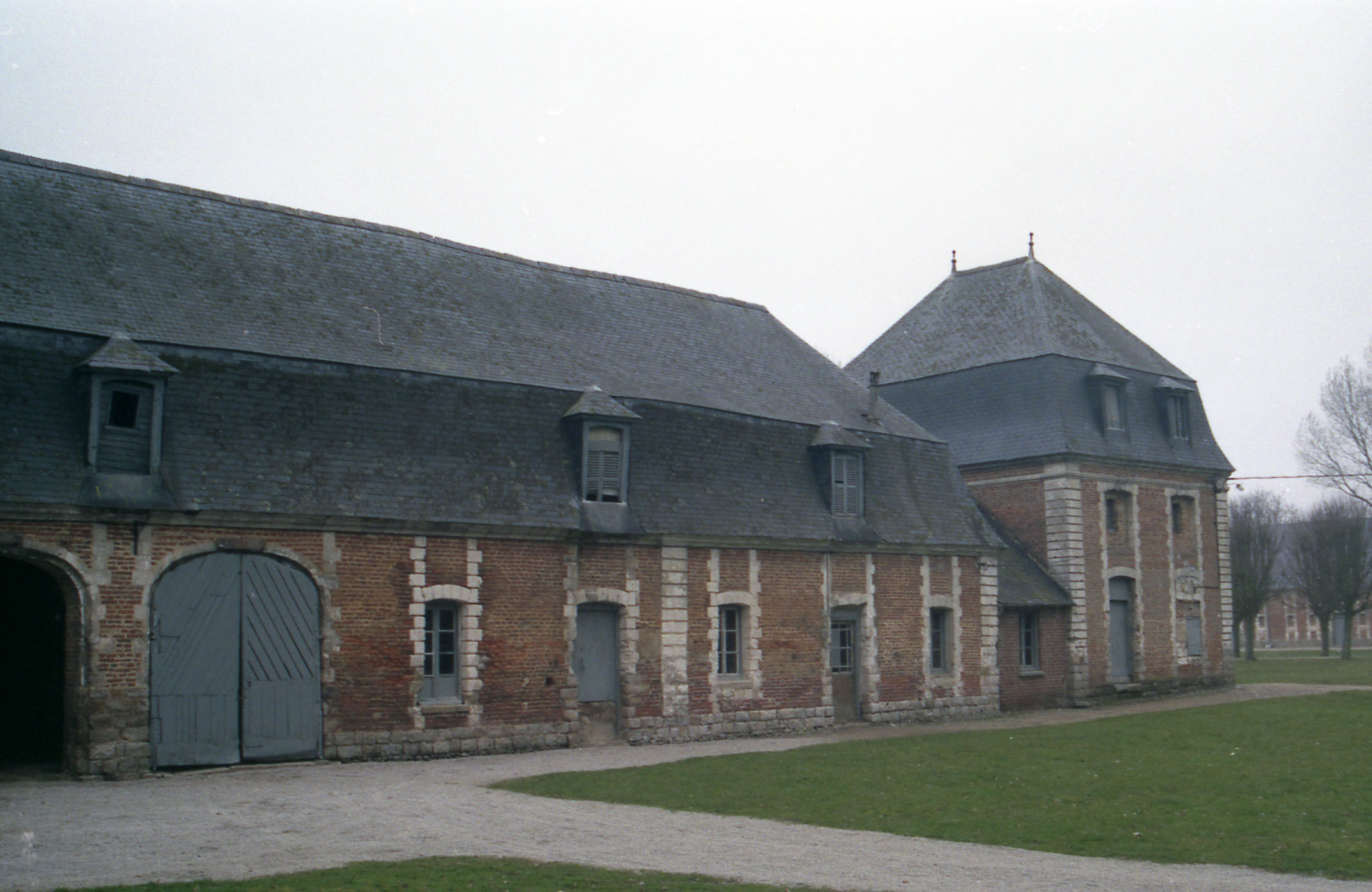
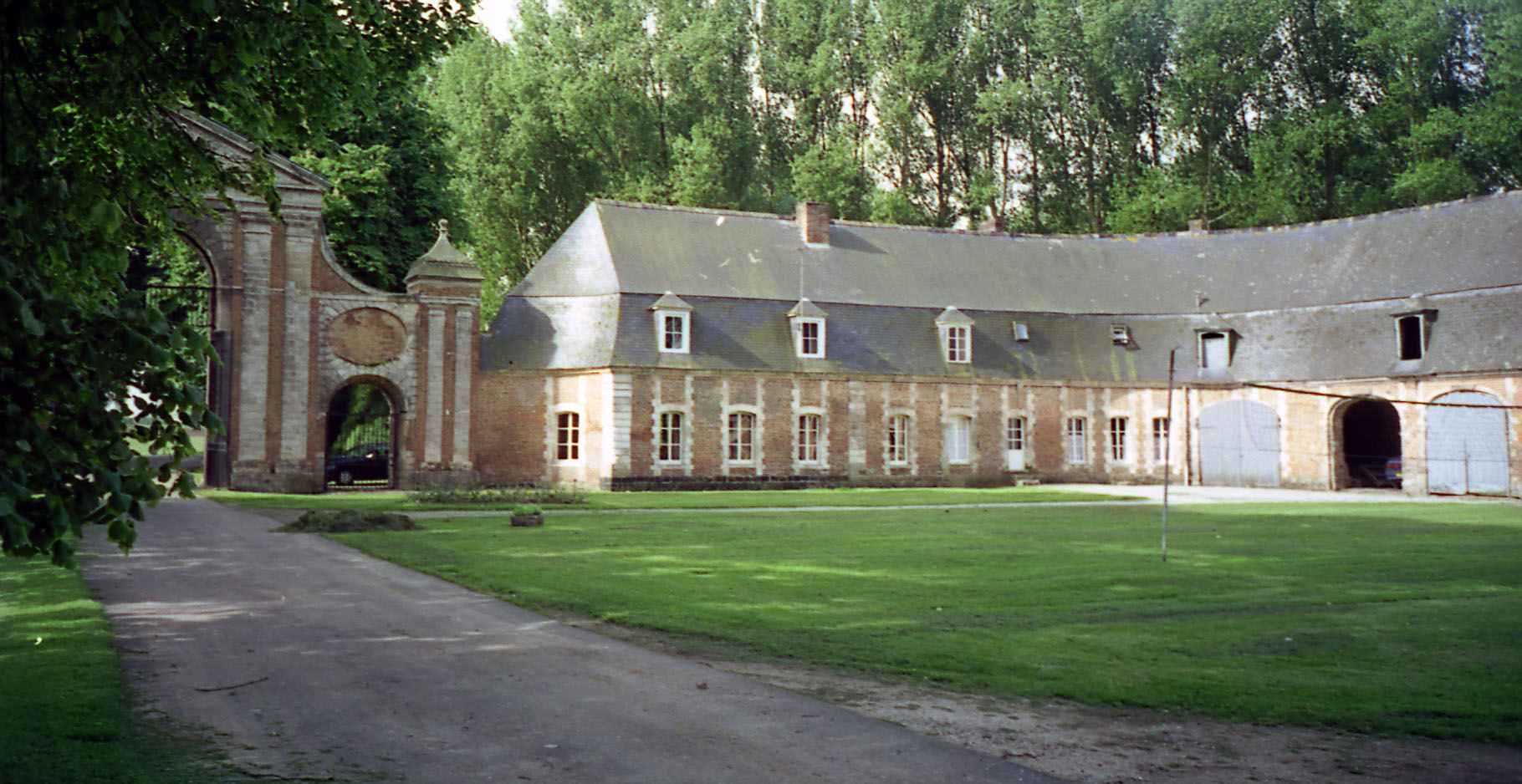

#### Autres monuments
- L'église Saint-Martin

La partie la plus ancienne, les solins de la nef, est en cailloux. Le chœur est daté du XVIe siècle, tandis que la tour a été édifiée au XVIIe siècle. La craie employée pour la construction provient des carrières de Saint-Rémy-au-Bois. Des damiers de grès et de silex agrémentent la partie basse du chœur. Pendant la Terreur, en 1793, une inscription est gravée sur la fronton du porche construit en 1775 : « LE PEUPLE FRANCAIS RECONNAIT L'ETRE SUPREME ET L'IMMORTALITE ».
À l'extérieur, sur le mur nord, se trouve un christ en chêne, sculpté par Pfaffenhofen, auteur des boiseries de Valloires. Il fut sauvé pendant la Révolution française par un sieur Grevet qui fut enterré dessous.
Elle héberge douze éléments patrimoniaux, répertoriés dans la base Palissy, classés ou inscrits au titre d'objet des monuments historiques, dont deux sont classés.

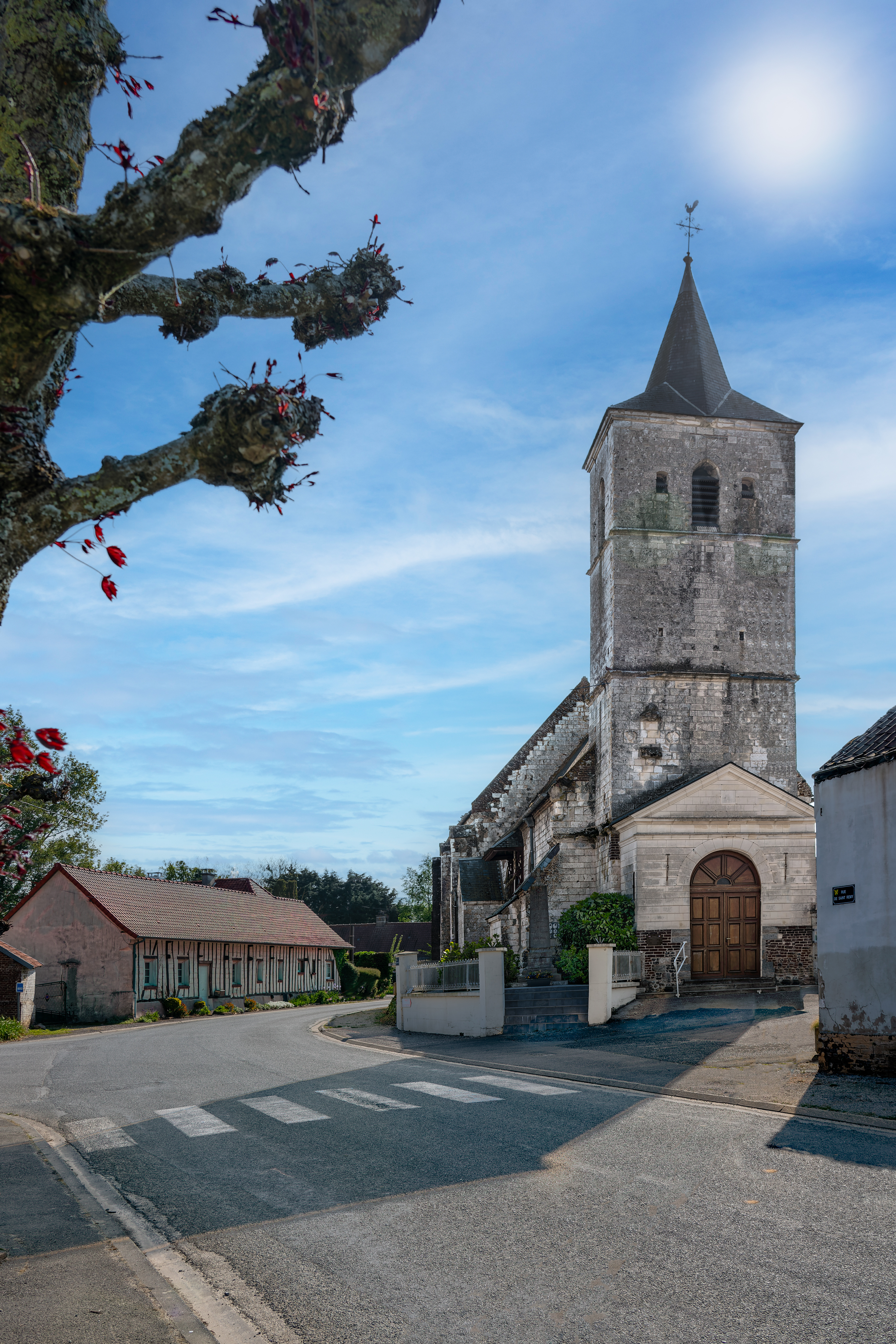
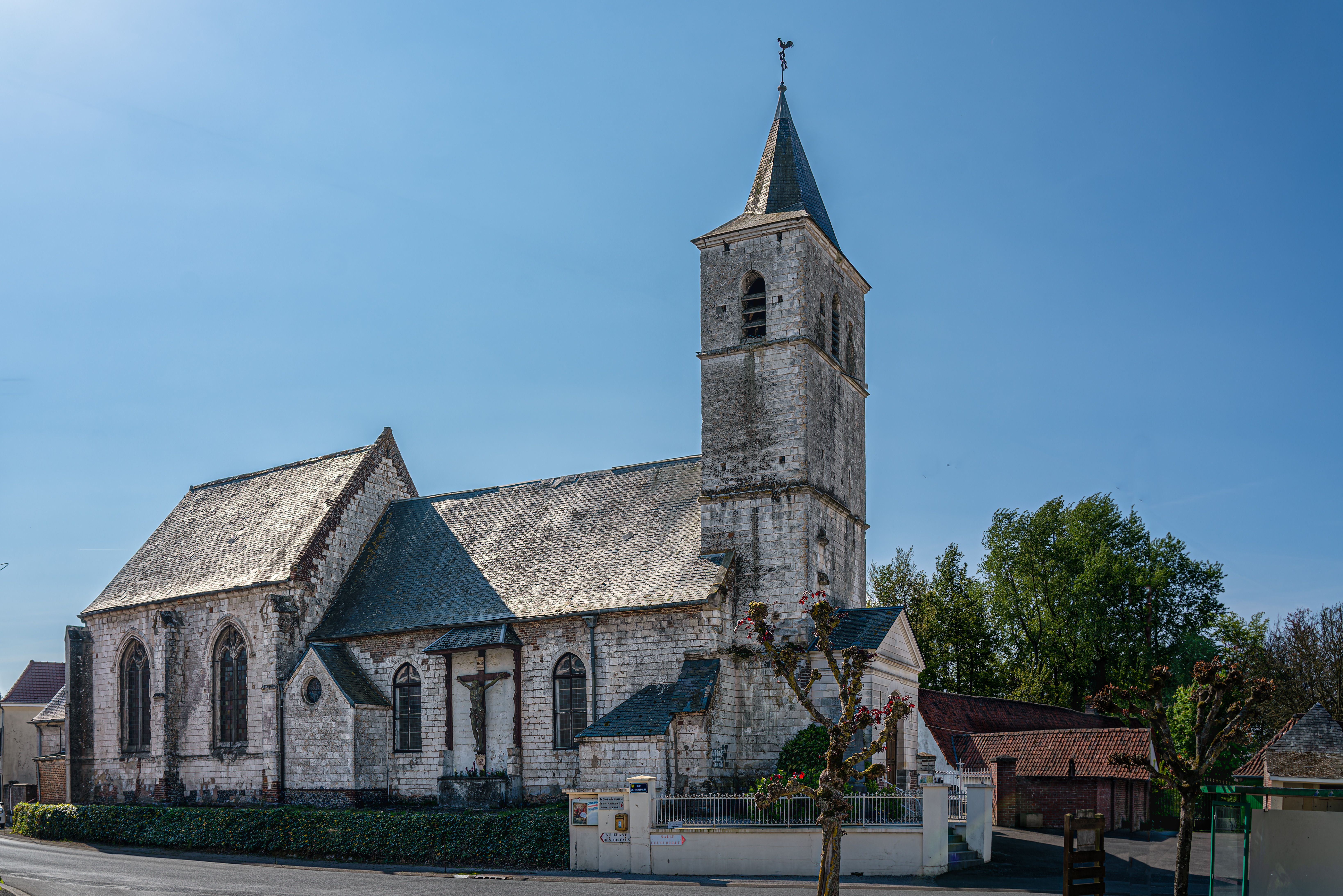
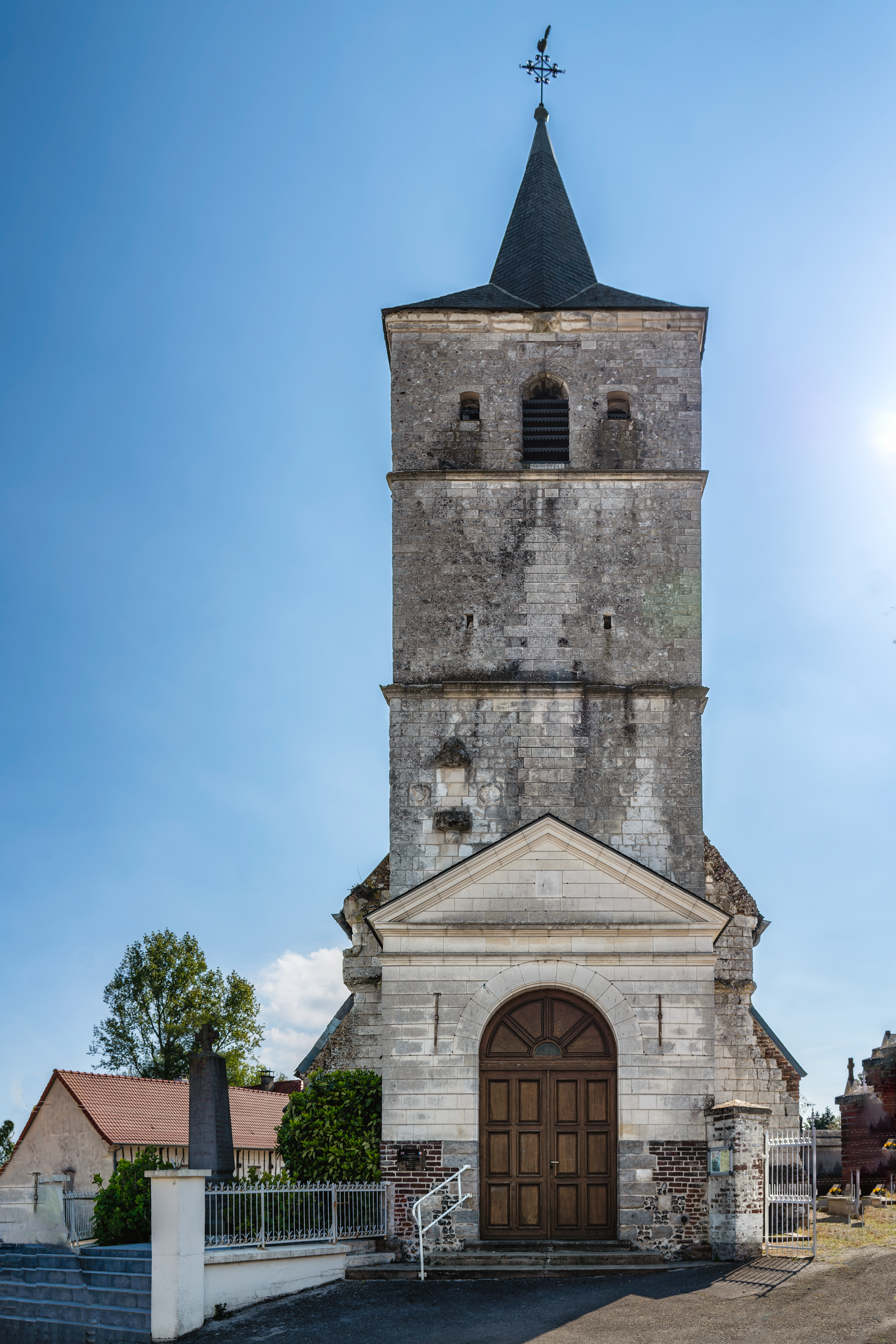
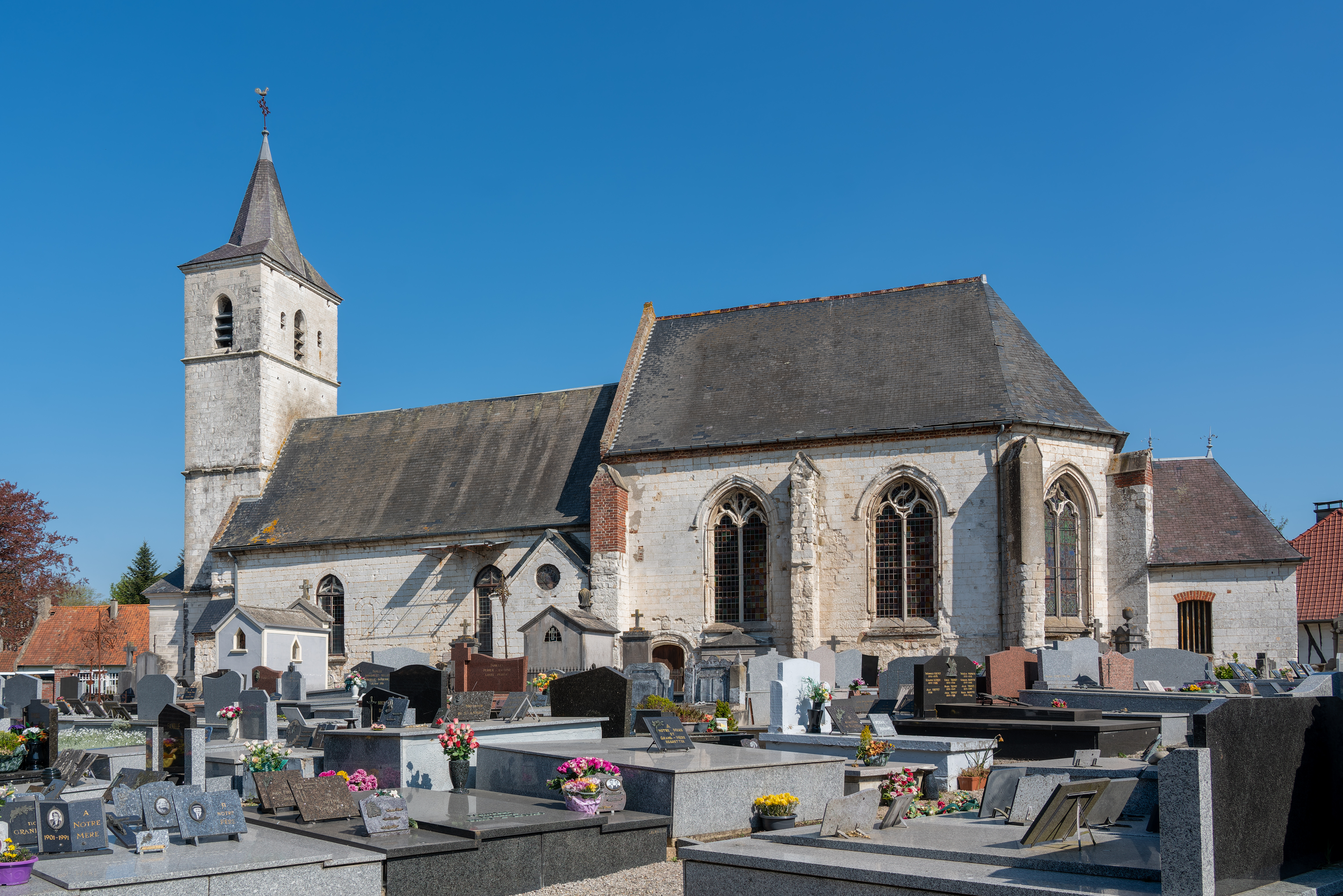
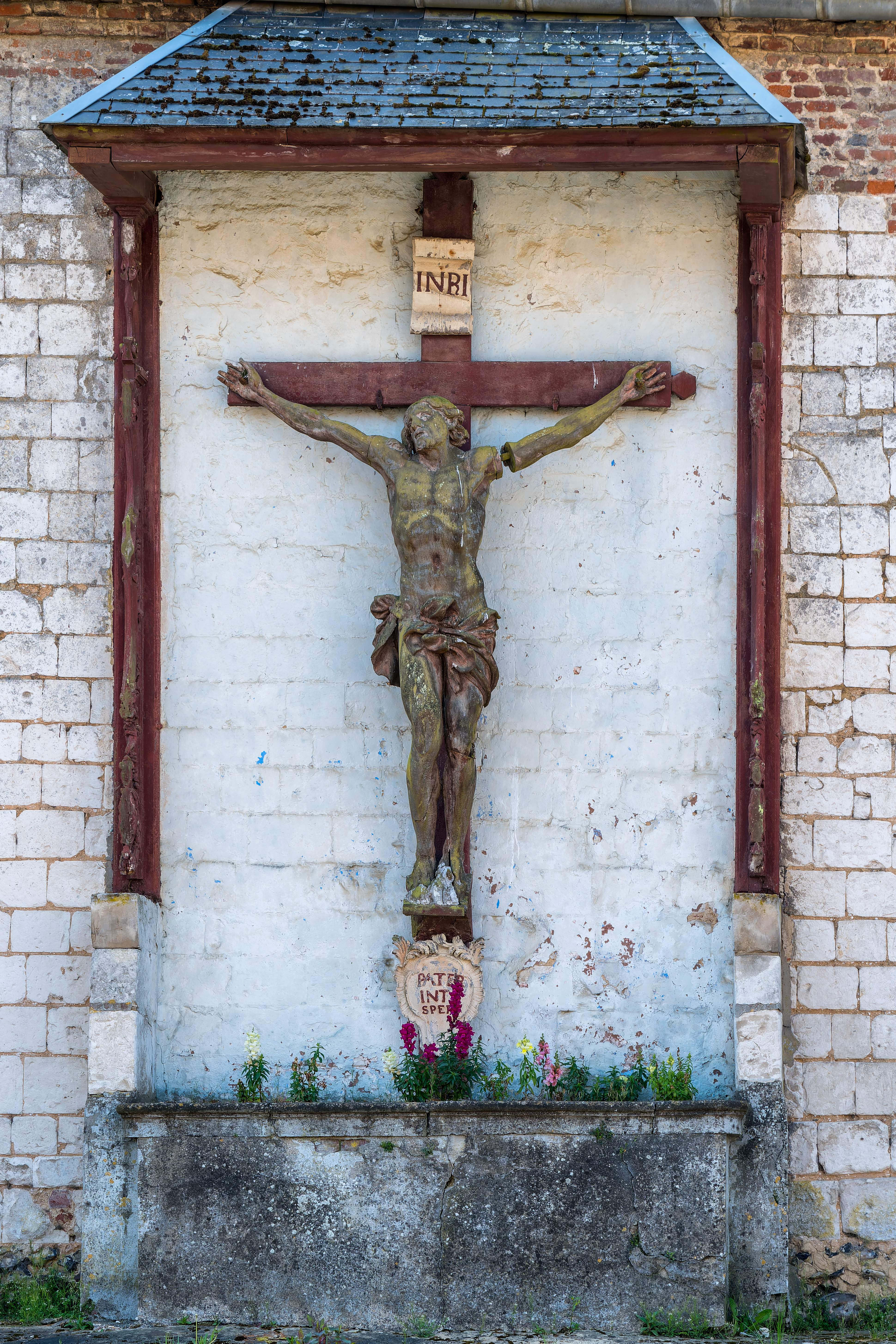

- Le monument aux morts. Il rappelle la mémoire des 40 personnes qui ont perdu la vie au cours de la Première Guerre mondiale et celle des 12 victimes de la Seconde Guerre mondiale[26],[46].

- La chapelle Notre-Dame-de-Lourdes qui fait face à un pigeonnier.

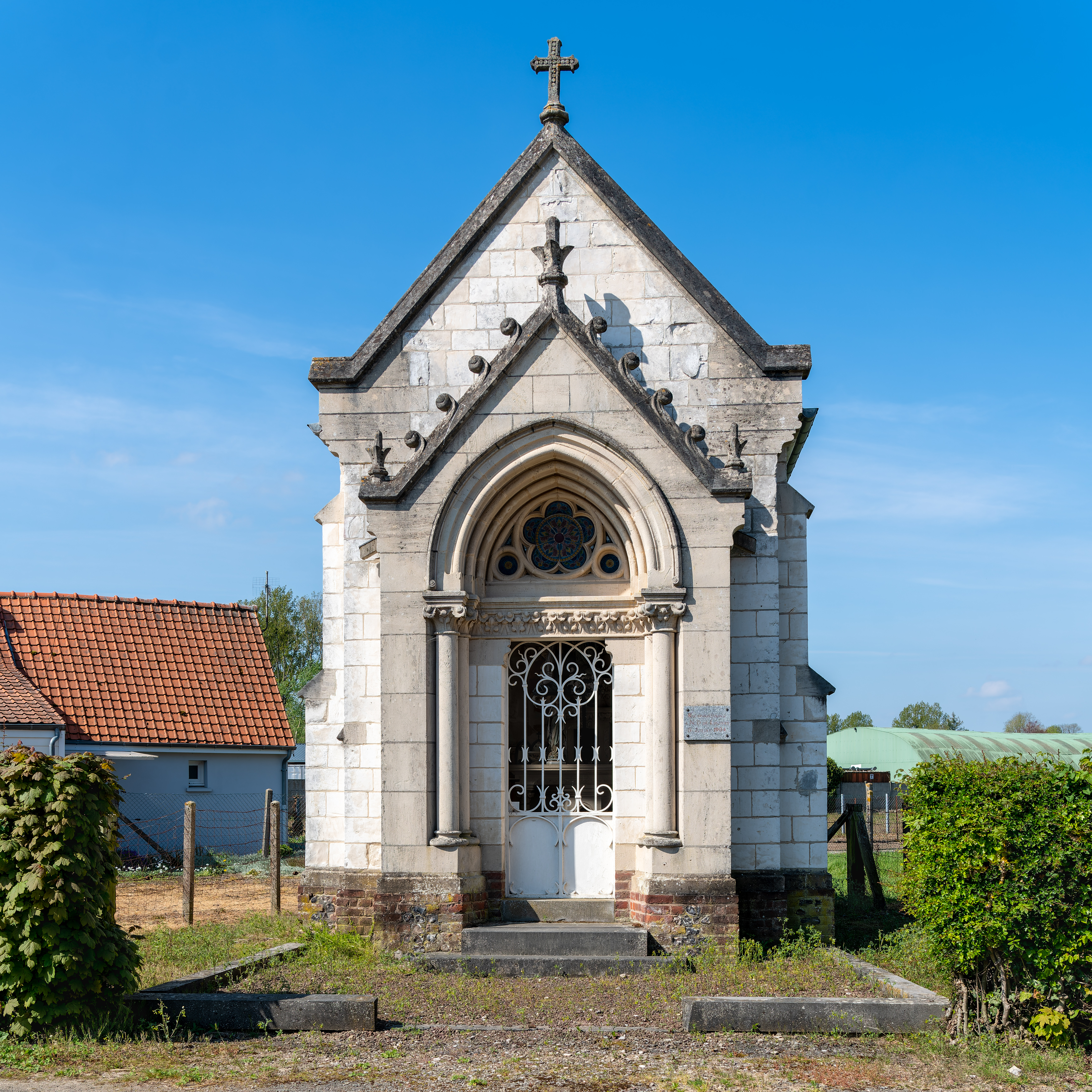
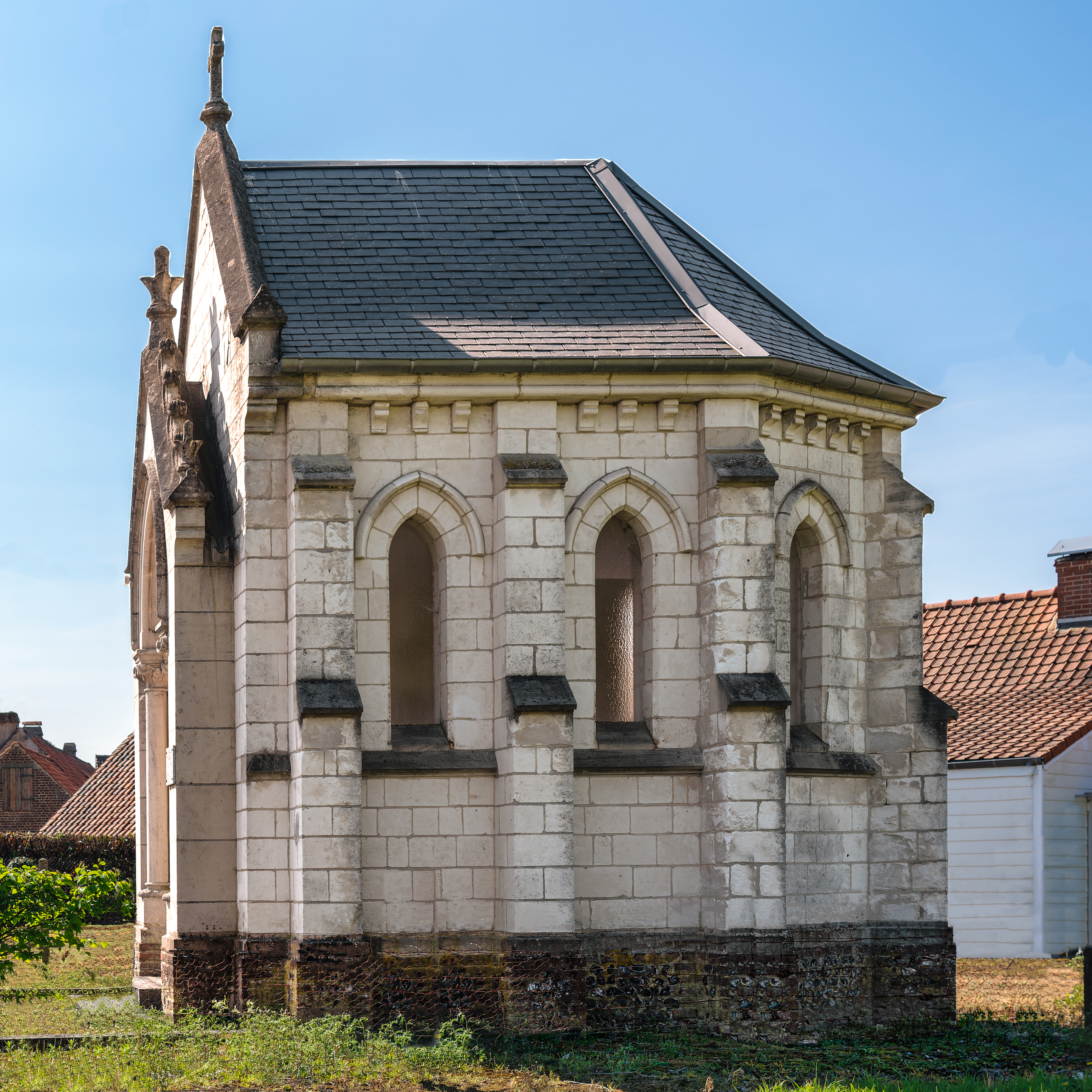
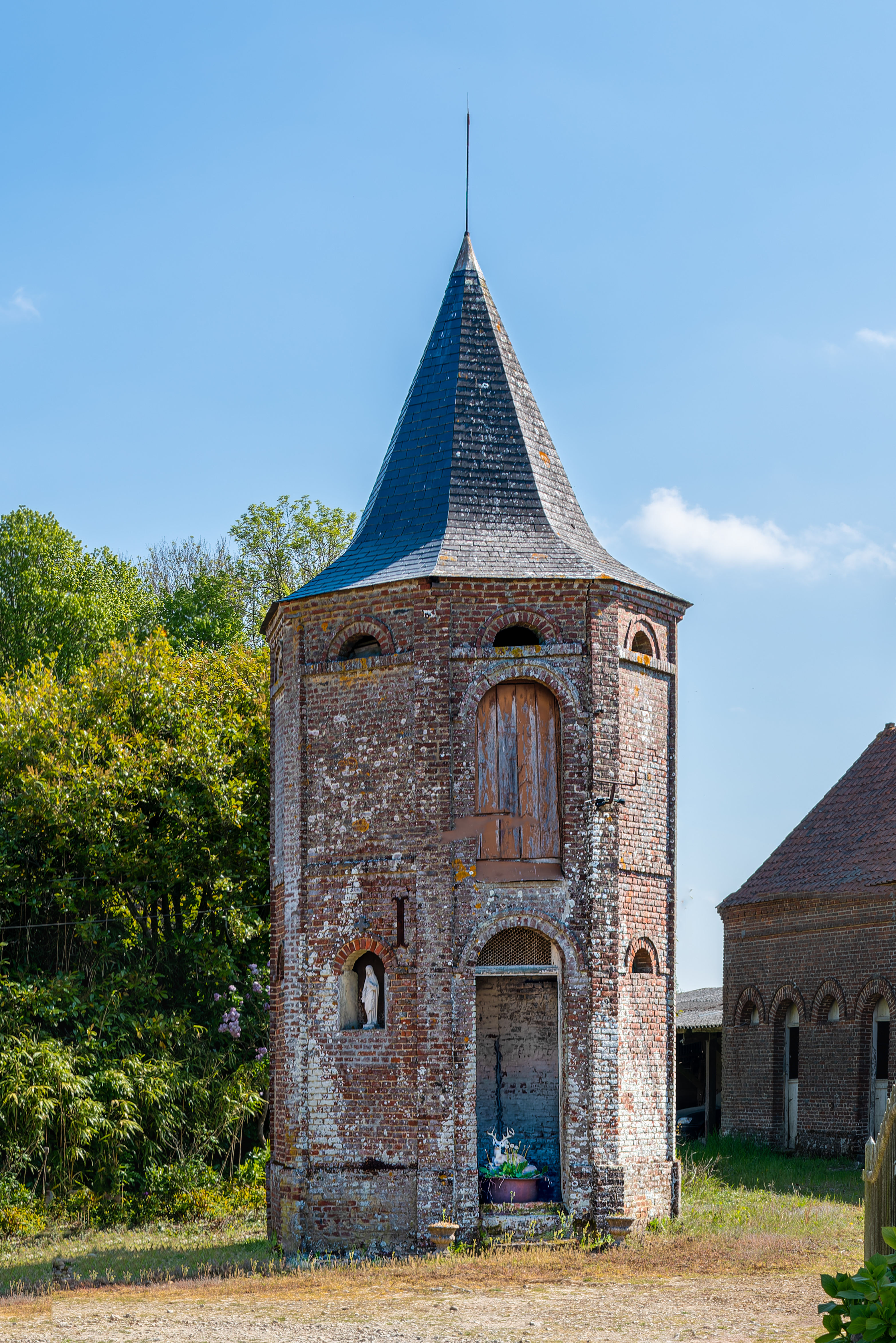

### Héraldique, logotype et devise
| Blason de Gouy-Saint-André | Blason  | De sinople au sautoir d'or cantonné en chef d'une étoile, à dextre d'un cerf contourné mouvant du flanc, à senestre d'un sanglier mouvant du flanc et en pointe d'un lévrier courant, le tout d'or. |
| Blason de Gouy-Saint-André | Détails | Le statut officiel du blason reste à déterminer. |

## Pour approfondir